# Торгау
Торгау (на немски: Torgau) е град с 20 248 жители (на 31 декември 2012) в окръг Северна Саксония, Германия.
Градът се намира на западния бряг на река Елба на 50 км на запад от Лайпциг. В документ от 973 г. се споменава под името Торгове (Torgove). През 1485 г. херцог Ернст от Саксония прави Торгау за своя резиденция в дворец Хартенфелс. В Торгау през март 1530 г. Мартин Лутер заедно с неговите приближени пише „Torgauer Artikel“ за църковните церемонии. През Втората световна война, на 25 април 1945 г. тук за пръв път се срещат съветските и американските войски.